# Kozlov-Spitzmaus
Die Kozlov-Spitzmaus (Sorex kozlovi) ist eine kryptische Spitzmausart aus der Gattung der Rotzahnspitzmäuse (Sorex). Sie ist nur durch eine Erfassung der Fauna des Flusses Sequ und des Mekong aus Tibet bekannt, weitere Angaben zur Art gibt es nicht. Von mehreren Autoren wird der Artstatus angezweifelt und sie wird der Tibet-Spitzmaus (S. thibetanus) als Unterart zugeordnet, darunter auch in dem Referenzwerk A Guide to the Mammals of China, herausgegeben von Andrew T. Smith und Yan Xie 2008.

## Merkmale

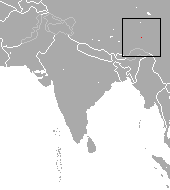
Fundort (roter Punkt) von Sorex kozlovi in Tibet

Die Kozlov-Spitzmaus entspricht in ihren Merkmalen und der Lebensweise der Tibet-Spitzmaus. Der einzige bekannte Nachweis stammt von einer Erfassung am Oberlauf des Flusses Sequ in Tibet, der in den Mekong fließt.

## Systematik
Die Kozlov-Spitzmaus wurde als eigenständige Art innerhalb der Gattung der Rotzahnspitzmäuse (Sorex) eingeordnet, die aus etwa 80 Arten besteht. Die wissenschaftliche Erstbeschreibung stammt von Stroganov aus dem Jahr 1952, der sie aus Tibet beschrieb. Die Art wurde von zahlreichen Autoren der Tibet-Spitzmaus als Unterart zugeordnet. Innerhalb der Art werden neben der Nominatform Sorex kozlovi kozlovi keine weiteren Unterarten unterschieden. Die Art wurde nach dem russischen Entdecker Pjotr Koslow benannt.

## Gefährdung und Schutz
Von der International Union for Conservation of Nature and Natural Resources (IUCN) wird Sorex kozlovi aufgrund fehlender Daten nicht eingeordnet und wird als „data deficient“ gelistet.

## Belege
1. ↑  Robert S. Hoffmann, Darrin Lunde: Tibetan Shrew In: Andrew T. Smith, Yan Xie: A Guide to the Mammals of China. Princeton University Press, Princeton NJ 2008, ISBN 978-0-691-09984-2. S. 319.
2. 1 2  Sorex kozlovi in der Roten Liste gefährdeter Arten der IUCN 2013.2. Eingestellt von: A.T. Smith, C.H.  Johnston, 2008. Abgerufen am 1. Januar 2014.
3. 1 2 3  Sorex kozlovi (Memento des Originals vom 2. Januar 2014 im Internet Archive)  Info: Der Archivlink wurde automatisch eingesetzt und noch nicht geprüft. Bitte prüfe Original- und Archivlink gemäß Anleitung und entferne dann diesen Hinweis.. In: Don E. Wilson, DeeAnn M. Reeder (Hrsg.): Mammal Species of the World. A taxonomic and geographic Reference. 2 Bände. 3. Auflage. Johns Hopkins University Press, Baltimore MD 2005, ISBN 0-8018-8221-4.
4. ↑  Bo Beolens, Michael Watkins, Michael Grayson: The Eponym Dictionary of Mammals. Johns Hopkins University Press, Baltimore 2009, ISBN 978-0-8018-9304-9, S. 229. (Google Books)